# Myrcia skeldingii
Myrcia skeldingii är en myrtenväxtart som beskrevs av George Richardson Proctor. Myrcia skeldingii ingår i släktet Myrcia och familjen myrtenväxter. IUCN kategoriserar arten globalt som utdöd.
Artens utbredningsområde är Jamaica. Inga underarter finns listade i Catalogue of Life.